# Neil Alexander
Neil Alexander (* 10. März 1978 in Edinburgh, Schottland) ist ein ehemaliger schottischer Fußballtorhüter.

## Vereinskarriere
Alexander begann seine Karriere beim FC Stenhousemuir. Anschließend wechselte er 1998 zum FC Livingston, mit denen er 2001 den Aufstieg in die schottische Premier League schaffte.
Im Mai 2001 ging Alexander nach Cardiff City für eine Ablöse von 200.000 Pfund und stand dort in sechs Jahren über 200 mal auf dem Feld.
Seit dem 30. Januar 2008 spielt der 1,85 m große Schotte für die Glasgow Rangers. Seine Ablösesumme betrug 500.000 Pfund.
Am 14. August 2013 unterschrieb er einen Ein-Jahres-Vertrag beim englischen Premier-League-Aufsteiger Crystal Palace. Für den Erstligisten blieb er ohne jeglichen Ligaeinsatz in der Saison 2013/14. Im Juni 2014 unterschrieb er bei Heart of Midlothian als Spielertrainer. Nach zwei Jahren in Edinburgh wechselte Alexander zum FC Aberdeen.

## Nationalmannschaft
Alexander absolvierte sein erstes Länderspiel gegen die Schweiz im Jahr 2006. Seine bislang anderen beiden Spiele bestritt er ebenfalls im Jahr 2006 im Kirin Cup, den Schottland gewann.

## Erfolge
Mit den Glasgow Rangers schaffte Alexander 2008 den Einzug ins UEFA-Pokal-Finale, welches aber mit 0:2 gegen Zenit St. Petersburg verloren ging. Im Finale spielte Alexander für den verletzten Stammtorhüter Allan McGregor.